# Redheadia
Redheadia es un género de hongos en la familia Sclerotiniaceae. Es un género monotípico, contiene la especie Redheadia quercus, descripta en 2005 por Suto y Suyama. R. quercus es la forma teleomorfa del hongo Mycopappus quercus, que causa una enfermedad de las plantas denominada "frosty mildew" en el roble Quercus acutissima. El nombre del género hace referencia al micólogo canadiense Scott A. Redheadquien fue el primero en describir el género anamorfo Mycopappus, mientras que el nombre específico hace referencia al género de la planta hospedadora.